# 脉纹鳞毛蕨
脉纹鳞毛蕨（学名：Dryopteris lachoongensis）为鳞毛蕨科鳞毛蕨属下的一个种。